# Poul Smidt
Poul Smidt (født april 1944 i København) er en dansk journalist, jurist og "international løsarbejder".
Smidt er mesterlæreuddannet 1965-1968 som journalist på Folkebladet i Randers og Demokraten, Århus med kortere ophold på Danmarks Journalisthøjskole. Derefter blev han ansat på Politiken (1968-71). 1972 på Grønlands Radio og via Ritzaus Bureaus udlandsredaktion til Danmarks Radio.1973-1976 Kultur- og Samfundsafdelingen,Radio. 1976 TV-Avisen 1980-1984, 1988-92 0g 1997-2000 korrespondent i Bruxelles og 1992-1994 radiokorrespondent i Washington DC. Efter halvandet år som Medredaktør på Dagbladet Aktuelt blev han1995-97 udlandsredaktør på Radioavisen og derefter igen DR-korrespondent i Bruxelles. Januar 2000-Juni 2002 var han studievært på Deadline, DR2.
Januar 1979 blev Poul Smidt efter fritidsstudier cand.jur. fra Københavns Universitet. 1974-1976 var han redaktør af Journalisten.(bibeskæftigelse)
Poul Smidt var i 2003-2004 udsendt til OSCE i Kosovo af Udenrigsministeriet og i 2004 til Irak af Danida. 2008 var han politisk rådgiver på den europæiske politimission, EUPOL, i Kabul, og fra juli 2012 Danida-údsendt til EU-arbejde i Bosnien- Herzegovina.

## Forfatterskab
- Det kongelige Teater – magien bag scenen, København: Nyt Nordisk Forlag, København 2005.
- Et rigtigt parlament, København: Gyldendal 1999.
- Papirløst ægteskab, 1973.